# Canadian Journal of Archaeology / Journal Canadien d’Archéologie
Das Canadian Journal of Archaeology / Journal Canadien d’Archéologie ist eine Fachzeitschrift der kanadischen Archäologie, die seit 1977 erscheint. Sie wird von der 1968 gegründeten Canadian Archaeological Association herausgegeben, die ab 1969 eine Serie von Bulletins herausgab, aus denen das Journal hervorging. Sitz ist Victoria (British Columbia), doch der Anspruch des Journals ist es, die Archäologie ganz Kanadas zu repräsentieren.
Die Artikel im Journal sind zwar ganz überwiegend auf Englisch verfasst, bieten jedoch immer ein französisches Resumé. Dennoch war besonders in den ersten Jahren die frankophone Autorenschaft stark unterrepräsentiert. Von den 183 Artikeln der Jahre 1977 bis 1991 stammten 175 von englischsprachigen Wissenschaftlern, von 138 Rezensionen waren sechs französisch. Erst 1993 erschien ein erster zweisprachiger Beitrag, nämlich La Réalité et la Fiction: Une Nouvelle Façon d’Écrire l’Archéologie von Alison Wylie. In der Ausgabe von 2016 erschien Pour une typologie stylistique chrono-thématique des faïences françaises retrouvées dans les anciennes colonies d’Amérique (XVIIe–XVIIIe s.) von Laetitia Métreau, Jean Rosen, Caroline Girard und Réginald Auger.